# (4767) Sutoku
(4767) Sutoku est un astéroïde de la ceinture principale.

## Description
(4767) Sutoku est un astéroïde de la ceinture principale. Il fut découvert le 4 avril 1987 à Ojima par Tsuneo Niijima et Takeshi Urata. Il présente une orbite caractérisée par un demi-grand axe de 2,69 UA, une excentricité de 0,11 et une inclinaison de 13,3° par rapport à l'écliptique.

## Compléments